# Zaid al-Khas
Zaid al-Khas (in arabo زيد الخص‎?; Amman, 7 marzo 1976) è un ex cestista giordano.

## Carriera
Con la Giordania ha disputato i Campionati mondiali del 2010 e cinque edizioni dei Campionati asiatici (2003, 2005, 2007, 2009, 2011).